# Agrotis gouini
Agrotis gouini är en fjärilsart som beskrevs av Charles Oberthür 1919. Agrotis gouini ingår i släktet Agrotis och familjen nattflyn. Inga underarter finns listade i Catalogue of Life.